# 遠藤由加
遠藤 由加（えんどう ゆか、1966年1月22日 - ）は、日本の登山家、アルパインクライマー、フリークライマー、スポーツクライマー。

## 概要
1966年、神奈川県生まれ。18歳の時からクライミングを始め、ヒマラヤ登攀、アルパインクライミング、フリークライミング、スポーツクライミングと活動を続けている。
1986年ローツェ、1987年K2、1988年ナンガパルバット、1989年ガッシャーブルムI峰、1990年ガッシャーブルムII峰、1991年ブロードピーク、ダウラギリI峰、1994年チョ・オユーと8,000m峰の8座に挑戦しており、4座の登頂に成功している。
22歳で日本人女性初の8,000m峰の無酸素登頂に成功、その後2座の8,000m峰無酸素登頂に成功した。
現在では、スポーツライミングへ転向、2007年第16回クライミングアジア選手権(11位)、2010年千葉国体リード競技優勝、2012年ワールドカップ印西大会(24位)等、コンペティションも現役で続けている。
現在、遠藤由加クライミングスクール主宰、文部科学省国立登山研修所講師、日本山岳ガイド協会会員。

## 経歴
- 1966年1月22日 - 神奈川県横浜市に生まれる。
- 1987年1月 - アコンカグア(6,959m/アルゼンチン)登頂。
- 1988年7月12日 - ナンガパルバット(8,125m/パキスタン)登頂。日本人女性初の無酸素登頂。(遠藤晴行,遠藤由加)
- 1989年7月12日 - ガッシャーブルムI峰(8,068m/パキスタン)登頂。アルパイン無酸素。(遠藤晴行,遠藤由加)
- 1990年7月26日 - ガッシャーブルムII峰(8,035m/パキスタン)登頂。無酸素。(イエティー同人ガッシャーブルムII峰登山隊:遠藤晴行,鈴木孝雄,田辺治,遠藤由加)[1]
- 1994年9月25日 - チョ・オユー[南西壁](8,201m/チベット)登頂。アルパイン無酸素。(山野井妙子,遠藤由加)
- 2010年10月 - 千葉国体リード競技個人総合優勝。[2]
- 2016年5月-6月 - イタリアサルディーニャ島 Hotel Supramonte 8b/5.13d 10P 400mを杉野保とチームとして全ピッチフリー完登[3]。

## TV出演等
- 2012年4月25日 テレビ東京「仲間と乾杯」(ゲスト:尾川智子,遠藤由加,平山ユージ)
- 2013年1月28日 NHK BSプレミアム「世界の名峰グレートサミッツ」女子トップクライマーピレネー縦断の旅

## 著書
- 遠藤由加著『青春のヒマラヤ―ナンガパルバットへの道』(1989/6,東京新聞出版局) ISBN 978-4808303044
- 遠藤由加著『ロッククライミング・タクティクス50 (Hwo to enjoy mountaineering series)』(1998/5,山と渓谷社) ISBN 978-4635042864
- 遠藤由加著『きっと、また登る』(1998/7,ソシム) ISBN 978-4883372034

## 関連書籍
- 木村伸介/木村理恵編集『フリークライミング(ROCK&SNOW BOOKS)』(2003/01,山と渓谷社) ISBN 978-4635022293